# Червоне озеро (Хорватія)
Червоне озеро (хорв. Crveno jezero) — прісноводне карстове озеро розташоване біля містечка Імотський, що в південній Хорватії.

## Опис
Озеро отримало свою назву через червоно-коричневий колір його скель, які насичені оксидом заліза. А колір води змінюється від зеленого до темно-синього, в залежності від хмарності.
Озеро лежить в найбільшій карстовій вирві в світі, що сформовалась ймовірно в результаті руйнування величезної підземної печери. Середня глибина озера сягає 280—290 м, але ці дані спірні оскільки рівень води може змінюватись на 30 — 50 м. Діаметр озера становить близько 200 м, а об'єм — не менше 7 мільйонів м³.

## Цікаві факти
Також в цій карстовій вирві на рівні води і під водою є багато в входів до печер. Одна з таких печер — це печера Чепічка, що розвідана в 1998 році. Загальна довжина цієї печери становить 670 м.

## Фауна
Озеро є оселищем ендемічної риби Delminichthys adspersus. Також цей вид довколишніх річках і озерах, що свідчить про підземні протоки між Червоним озером і іншими водоймами.